# Triiodthyronin
Triiodthyronin oder Trijodthyronin (T3, auch fT3 für freies Triiodthyronin und rT3 für reverses Triiodthyronin), auch Liothyronin (INN), ist eines von zwei wichtigen Schilddrüsenhormonen. Es ist das wirksamste Hormon der Schilddrüse und übertrifft in seiner biologischen Aktivität das zweite Iod-haltige Schilddrüsenhormon Tetraiodthyronin (T4), auch Thyroxin oder Levothyroxin genannt, um das Drei- bis Fünffache, nach anderen Angaben um das Hundertfache.
Die beiden iodhaltigen Schilddrüsenhormone unterscheiden sich nur in der Anzahl der gebundenen Iodatome, nämlich drei bei Triiodthyronin und vier bei Thyroxin – daher auch die Abkürzungen T3 und T4. Liegt Triiodthyronin nicht an Proteine gebunden im Blut vor, so wird es als freies Triiodthyronin (fT3) bezeichnet. Das Isomer, bei dem am inneren Benzolring nur ein und am äußeren Ring zwei Iodatome sitzen, wird als reverses Triiodthyronin (rT3) bezeichnet – es ist ein Abbauprodukt des Thyroxins und eine biologisch inaktive Form des Triiodthyronins.
Triiodthyronin ist chiral. Der Naturstoff ist L-Triiodthyronin [Synonym: (S)-Triiodthyronin]. Wenn im folgenden Text und in der wissenschaftlichen Literatur „Triiodthyronin“ ohne weiteren Namenszusatz (Präfix) aufgeführt wird, ist stets L-Triiodthyronin gemeint.
Die Identifikation des Triiodthyronin über chemische Isolation und Synthese erfolgte erstmals 1951 durch Jack Gross (1921–1994) und Rosalind V. Pitt-Rivers (1907–1990).

## Chemie
Das T3-Molekül enthält 58,5 % Massenanteil an Iod.
T3 bildet nur einen Anteil von 5 bis 10 % der beiden Schilddrüsenhormone und hat eine Halbwertzeit (HWZ) von etwa 10–19 Stunden im menschlichen Körper, wird also schnell wieder abgebaut. Dies ist nur möglich, da es aus T4 mit Hilfe von Deiodasen (engl.: deiodinases) bei Bedarf neu gebildet wird. Die Deiodasen 1 und 2 (DIO1 und DIO2) entfernen ein Iodatom vom 5'-Kohlenstoffatom und überführen das wenig aktive T4 in aktives T3.
T3 und T4 liegen zu etwa 99,95 % in gebundener und zu etwa 0,05 % in freier Form vor. Stoffwechselaktiv ist die freie Form des T3-Hormons.

## Verhältnis T3zu rT3
Das Verhältnis T3 zu rT3 verändert sich bei Erschöpfungszuständen und sehr schweren Erkrankungen. In diesen Fällen steigt das Verhältnis von rT3 zu T3 an. Als Zweck wird vermutet, dass so Energieressourcen für die lebensnotwendigen Prozesse frei werden. Andere Schilddrüsenhormone zeigen ebenfalls reaktive Veränderungen. Das Verhältnis der Schilddrüsenhormone kann so zur Beurteilung der Prognose von Patienten in der Klinik eingesetzt werden.

## Therapeutische Anwendung
Triiodthyronin wird gelegentlich zur Behandlung bei einer Schilddrüsenunterfunktion (Hypothyreose) verabreicht. In der Regel kommt dann eine Kombination mit Thyroxin zum Einsatz. Die physiologischen Wirkungen sind dabei wohl weitgehend identisch, es wurde in einer Studie allerdings eine stärker-positive Wirkung auf die Stimmungslage festgestellt.

## Nebenwirkungen
Als unerwünschte Nebenwirkungen können auftreten: Herzschwäche, Vorhofflimmern, Muskelschwäche, Knochenabbau, Haarverlust, psychische Veränderungen, Nervosität aber auch Erschöpfung, Libidoverlust und Beeinträchtigung der Sexualfunktion, bei Frauen Oligo- oder Amenorrhoe, bei Männern (selten) Gynäkomastie usw. T3 ist zum Abnehmen nicht zugelassen.

## Missbrauch von Triiodthyronin
In der Bodybuilderszene soll T3 zum „schnellen Fettabbau“ angepriesen werden. Es bewirkt beim Gesunden Symptome, die einer Schilddrüsenüberfunktion entsprechen (und als Thyreotoxicosis factitia bezeichnet werden) und auch zu einem Gewichtsverlust führen, indem Fettabbau und Stoffwechsel beschleunigt werden. Dadurch verliert der Anwender aber nicht nur Fett, sondern auch einen erheblichen Teil an Muskelmasse. Behauptet wird teilweise auch, dass der Appetit vermindert werde, allerdings ist das Gegenteil der Fall.

## Handelsnamen
Monopräparat

Thybon (D)
Kombinationspräparate

Mit Thyroxin: Novothyral (A, CH, D), Prothyrid (D)
In Österreich wurde die Produktion und der Vertrieb von Trijodthyronin und Combithyrex Mitte 2016 eingestellt, womit in Österreich kein Monopräparat und nur mehr ein einziges Kombinationspräparat verfügbar ist.

## Verwandte Verbindungen
- Monoiodtyrosin
- Diiodtyrosin